# David Navarro
David Navarro, född 25 maj 1980 i Valencia, är en spansk före detta fotbollsspelare, mittback. Han spelade för bland andra Valencia och Levante. 

## Karriär
Navarros position är försvarare, oftast mittback. Under ett par matcher för Valencia har han burit kaptensbindeln som reserv bakom de ordinarie kaptenerna. Navarro var utlånad till Real Mallorca ett år, säsongen 2008-09. Navarro slog av näsbenet på den argentinske Interspelaren Nicolas Burdisso efter slutsignalen på Champions League-matchen mellan Valencia CF och Inter den 6 mars 2007. Han avtjänade sex månaders avstängning och därefter spelade han under två år villkorligt från UEFA och FIFA. Under de sex månaderna förhindrades han att spela både i inhemska ligan och cupen och även allt internationellt spel och vänskapsmatcher. 

### Neuchâtel Xamax
Den 5 juli 2011 blev Navarro klar för schweiziska Neuchâtel Xamax på free transfer. Navarro skrev på ett treårskontrakt med klubben.